# 甲陽キネマ
甲陽キネマ（こうよう-、1918年 - 1923年12月）は、かつて兵庫県西宮市に存在した映画会社である。阪神間のデヴェロッパー「甲陽土地」が切り開いた「甲陽園」に、施設の一部として建設された「甲陽撮影所」を最初に経営した会社として知られる。

## 略歴・概要
1918年（大正7年）、兵庫県西宮市に大正信託の社長で、のちに関西工学専修学校（大阪工業大学および摂南大学の前身）を開学する本庄京三郎が同年に設立したデヴェロッパー「甲陽土地」が甲山の南麓約330ヘクタールを買収し、「東洋一の大公園」と銘打ったレジャー施設「甲陽園」を建設した。遊園地、温泉、宿泊施設、劇場、映画スタジオ「甲陽撮影所」を内包する施設であった。「甲陽撮影所」を経営したのが、この「甲陽キネマ」である。滝田南陽が同社の経営をした。現在、当時のフィルモグラフィは未確認である。
同社は、1923年（大正12年）12月に、大阪の金融資本である八千代生命に買収され、東亜キネマが設立された。「甲陽キネマ撮影所」は「東亜キネマ甲陽撮影所」となった。阪急電鉄の前身・阪神急行電鉄が甲陽線を開通させたのは、1924年（大正13年）10月1日のことであった。
同地は現在、西宮市甲陽園本庄町という町名であり、開拓者の「本庄」の名が冠された住宅地となっている。